# Diagram příčin a následků

Išikavův „fishbone“ diagram příčin a následků

Diagram příčin a následků, též Išikawův diagram (Ishikawa diagram) nebo též díky vzhledu Diagram rybí kosti (anglicky fishbone diagram), který představil poprvé Kaoru Išikawa, řeší úlohu určení pravděpodobné příčiny problému. Je používán například při brainstormingu, během něhož jsou hledány všechny potenciální zdroje problému. Při sestavování diagramu tvoří problém hlavu pomyslné rybí kosti a hlavní kosti vedoucí od páteře znamenají oblasti či kategorie, ve kterých se může problém nacházet. Vedlejší kosti pak znamenají konkrétní potenciální příčiny. Takto lze diagram vést ve více úrovních příčin a podpříčin, obvykle se však doporučuje použít nejvýše 2 úrovně.
Išikawův diagram je jedním ze sedmi základních nástrojů zlepšování kvality.
Obrácený Išikawův diagram (reversed Ishikawa diagram) se nazývá Awakišův (Awakishi) diagram a slouží například k zachycení potřebných úkolů, které je třeba vykonat pro dosažení nějakého cíle.